# SMS Hindenburg
«Гінденбург» (нім. SMS Hindenburg) — лінійний крейсер ВМС Німецької імперії епохи Першої світової війни. У німецькій літературі вважається третім кораблем у серії лінійних крейсерів типу «Дерфлінгер». В офіційній німецькій класифікації того часу лінійних крейсерів не було, і «Гінденбург» з броненосними крейсерами належав до великих крейсерів (нім. Großer Kreuzer).
Мав в конструкції ряд відмінностей, тому в англомовній літературі виділяється в окремий тип. У порівнянні з «Дерфлінгером» мав дещо посилене бронювання. Був довший на 2 метри і більший за водотоннажністю на 300 тонн. Зовні «Гінденбург» відрізнявся від «Дерфлінгера» додатковою парою 150-мм гармат в казематі і триногою щоглою з меншим розльотом бічних стійок.
Добудовувався протягом Першої світової війни; став останнім великим бойовим кораблем Кайзерліхемаріне. Став у стрій занадто пізно для того, щоб взяти участь в боях разом з іншими німецькими лінійними крейсерами. По закінченню війни був інтернований, разом з іншими кораблями Флоту відкритого моря в 1918 році переведений до Скапа-Флоу на Оркнейських островах і згодом у 1919 році затоплений екіпажем. Піднятий з дна в 1930 році компанією Ернеста Кокса і проданий на злам.

## Історія розробки і будівництва
Великий крейсер за програмою 1913 року планувався на заміну бронепалубного крейсера «Герта», тому до моменту спуску на воду та отримання власного імені проходив за документами як «Ерзац Герта» («Ersatz Hertha»). Він мав стати третім кораблем типу «Дерфлінгер», але в конструкцію вирішили внести ряд змін. Тому в деяких роботах з історії флоту він виділяється в окремий тип. Роботи з проєктування нового крейсера тривали з травня по жовтень 1912 року. Асигнування на будівництво були затверджені Рейхстагом у 1913 році.

## Конструкція

### Корпус
У порівнянні з «Дерфлінгером» водотоннажність зросла на 300 т — нормальна водотоннажність досягла 26 947 т, а повна — 31 500 т. Крейсер мав довшу корму, за рахунок чого довжина між перпендикулярами зросла до 212,8 м, а по КВЛ — до 212,5 м. Корпус, так само, як і на «Лютцові», був розділений на 17 водонепроникних відсіків. Подвійне дно простягалося на 65 % довжини корабля.
У порівнянні з британськими лінійними крейсерами «Гінденбург» отримав потужніше бронювання. Основні відмінності полягали в тому, що німецькі крейсери спочатку планувалися для лінійного бою, тому мореплавністю і зручністю проживання екіпажу доводилося жертвувати. Так, при порівнянні з британським «Тайгером» видно, що бронювання було посилено за рахунок меншої ваги корпусу і силової установки. Для покращення мореплавності «Тайгер» мав вищий борт. На додачу до цього на «Гінденбурзі» застосовувалася змішана схема силового набору корпусу, тому він вийшов легшим. Попри меншу вагу силової установки, за рахунок використання котлів з трубками малого діаметра швидкість обох кораблів була зрівнянною. Німецькі 305-мм гармати були трохи легші і слабкіші за британські 343-мм, але «Гінденбург» в результаті вийшов набагато збалансованішим за критерієм «захист/напад».
| Статті вагового навантаження у відсотках до проєктної водотоннажності | Статті вагового навантаження у відсотках до проєктної водотоннажності | Статті вагового навантаження у відсотках до проєктної водотоннажності |
|                                                                       | «Гінденбург»                                                          | «Тайгер»                                                              |
| --------------------------------------------------------------------- | --------------------------------------------------------------------- | --------------------------------------------------------------------- |
| Корпус                                                                | 30,7                                                                  | 34,3                                                                  |
| Озброєння, з бронюванням башт                                         | 13,2                                                                  | 12,65                                                                 |
| Бронювання                                                            | 34,1                                                                  | 25,9                                                                  |
| СУ і допоміжні механізми                                              | 13,7                                                                  | 20,7                                                                  |

Був врахований досвід бойових дій, тому протиторпедні сітки не були встановлені. Але «ахіллесова п'ята» залишилася на своєму місці — не прикритий протиторпедною перегородкою великий відсік бортових торпедних апаратів, що став причиною загибелі «Лютцова». Зовнішніми відмінностями від «Дерфлінгера» були: тринога щогла з менш широко розставленими стійками, на чверть неприкриті кожухом димові труби з подовженнями на кінцях. Прожектори були перенесені на бічні майданчики триногої щогли.
У різний час екіпаж нараховував від 1112 до 1182 осіб.

### Бронювання
Бронювання не зазнало істотних змін. Воно виконувалося з круппівської цементованої броні. Головний броньовий пояс завтовшки 300 мм поступово звужувався до 220 мм біля верхньої палуби (на «Дерфлінгері» до 230 мм). За баштою «А» в ніс пояс був збільшений до товщини 120 мм, закінчуючись за 16 м від форштевня перегородкою завтовшки 120 мм. Далі до форштевня йшов пояс завтовшки 30 мм. У кормовій частині пояс мав товщину 100 мм, закінчуючись за 7 м від ахтерштевня.
Бронювання башт було дещо посилене. Лобова плита і задня стінка залишилися 270-мм товщини. Бічні стінки мали товщину 270 мм замість 220 мм. Передня похила плита даху башти мала нахил 30° і товщину 150 мм. Барбети башт мали товщину 260 мм. Товщина даху броньової рубки була збільшена до 150 мм.

### Озброєння
«Гінденбург» отримав ті ж вісім 305-мм гармат SK L/50, розташованих в чотирьох баштах за лінійно-піднесеною схемою. Однак башти були вже зразка 1913 року. У них були встановлені нові далекоміри з базою 7,8 м замість 3,05 м на «Дерфлінгері». Було змінено положення погребів. Всі снарядні погреби перебували нижче зарядних. Елеватори снарядів йшли прямо в бойове відділення башти. Елеваторами заряди подавалися в дві стадії, з перевантаженням в робочому відділенні. У баштах «В» і «С» була можливість вивантаження снарядів на верхній і броньованій палубі. Кут піднесення гармат був збільшений до 16°, а для керування артилерійським вогнем використовувалися гіроскопічні прилади Петравіка.
Як і на «Лютцові», протимінний калібр був представлений чотирнадцятьма 150-мм гарматами 15 cm/45 SK L/45. Вони розташовувалися в броньованому казематі в установках MPL C/13. На момент завершення будівництва на «Гінденбурзі» було встановлено чотири зенітних 88-мм гармати Flak L/45, змонтованих навколо носової димової труби. Торпедне озброєння, як і на «Дерфлінгері», складалося з чотирьох підводних 600-мм торпедних апаратів — по одному в носі, кормі і по бортах перед носовою баштою головного калібру. Боєзапас торпед був збільшений до 16.

### Силова установка
18 парових котлів військово-морського типу з тиском пари 16-18 атмосфер були розташовані в дванадцяти кочегарнях. Шість котельних відділень були розділені водонепроникною перегородкою в діаметральній площині на 12 відсіків. Розташування котлів відрізнялося від «Дерфлінгера». У перших двох кочегарнях стояло по одному котлу з нафтовим опаленням. Далі йшли чотири кочегарні по два котли з вугільним опаленням в кожній. За ними йшли дві кочегарні, що мали по два нафтових котла. Потім йшли ще дві кочегарні по два котли на вугіллі. В останніх двох кочегарнях було по одному котлу з вугільним опаленням. Всі котли з вугільним опаленням мали форсунки для впорскування нафти.
Турбінна установка мала номінальну потужність в 72 000 к. с., з приводом на чотири трилопатевих гвинта діаметром 4 метра. За проєктом максимальна швидкість повинна була скласти 27 вузлів. На випробуваннях, при осадці, меншій за проєктну на 0,75 м, машинна установка крейсера видала 95 777 к. с. при частоті обертання гвинтів 290 об/хв. Випробування проводилися на мілководній Бельтській мірній милі. Хвильовий опір корабля на мілководді різко зростав (осадка 9 метрів при глибині моря 35 метрів). Тому була досягнута швидкість лише 26,6 вузла. За розрахунками на глибокій воді крейсер повинен був розвинути швидкість в 28,5 вузла. Запас палива був збільшений до 3700 т вугілля і 1200 т нафти. Це повинно було забезпечити максимальну дальність в 6100 миль на 14 вузлах.
У порівнянні з британським «Тайгером» на «Гінденбурзі» об'єм корпусу, зайнятий силовою установкою, був використаний більш раціонально. Це відбулося як за рахунок використання котлів з трубками малого діаметра, так і завдяки щільнішому компонуванню. Правда, при експлуатації це вилилося в певні незручності екіпажу, який працював в тісних приміщеннях. Ця обставина, а також використання вугільних котлів з тонкими трубками призводили до зашлакованості котлів та падіння швидкості при тривалій підтримці максимального ходу.
| Параметри силової установки                    | Параметри силової установки | Параметри силової установки |
|                                                | «Гінденбург»                | «Тайгер»                    |
| ---------------------------------------------- | --------------------------- | --------------------------- |
| Номінальна потужність силової установки, к. с. | 72 000                      | 85000                       |
| Проєктна швидкість, вузли                      | 27                          | 28                          |
| Котельні відділення                            |                             |                             |
| Об'єм, м³                                      | 6895                        | 9230                        |
| Площа настилу, м²                              | 881                         | 1106                        |
| Машинні відділення                             |                             |                             |
| Об'єм, м³                                      | 2954                        | 6731                        |
| Площа настилу, м²                              | 475                         | 646                         |

## Будівництво

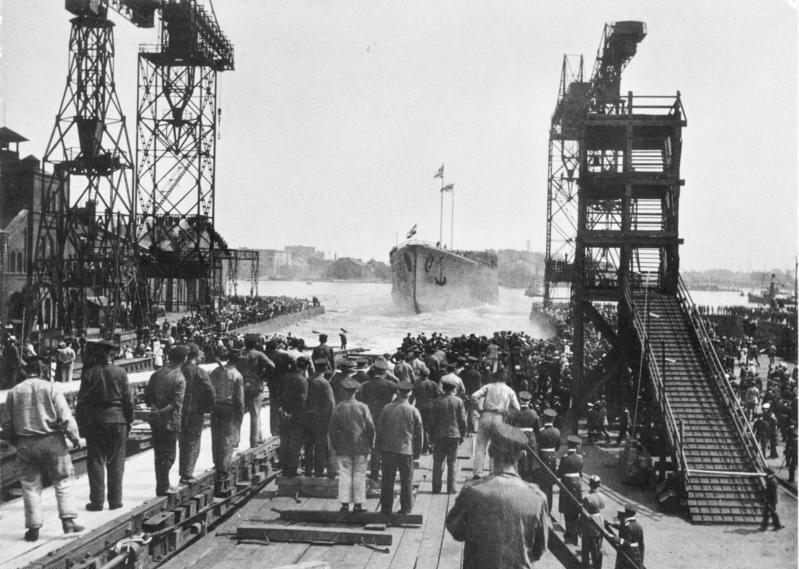
Спуск на воду лінійного крейсера «Гінденбург». 1 серпня 1915 року

Крейсер під назвою «Ерзац Герта» був закладений на державній верфі у Вільгельмсгафені 30 червня 1913 року і отримав будівельний номер 34. Після початку Першої світової війни роботи з будівництва сильно сповільнилися. Корабельня займалася переобладнанням кораблів резервного флоту для активних бойових дій. Тому спуск на воду відбувся лише 1 серпня 1915 року.
При спуску на воду крейсер отримав ім'я «Гінденбург» на честь відомого воєначальника Пауля фон Гінденбурга — прусського генерал-фельдмаршала, учасника франко-прусської війни (1870—1871), з 1914 року командувача Східним фронтом. Надалі будівництво також велося повільними темпами, оскільки верф була зайнята ремонтом пошкоджених в бою кораблів, особливо після Ютландської битви. Також, за даними британської розвідки, частина матеріалів з «Гінденбурга» була використана для ремонту «Дерфлінгера». До січня 1917 року, після оголошення необмеженої підводної війни, будівництво великих надводних кораблів було припинено. Але це не стосувалося «Гінденбурга». Німецький флот відчував гостру нестачу в швидкохідних сильно збройних капітальних кораблях, необхідність в яких показали морські битви. Мало того, що за законом про флот будівництво лінійних крейсерів велося обмежено, так ще й у Ютландському бою був втрачений «Лютцов». Тому роботи над «Гінденбургом» були продовжені, і він став останнім введеним в дію капітальним кораблем імператорського флоту. У квітні 1917 року корпус добудовуваного «Гінденбурга» був пошкоджений лінкором «Гельголанд», що виходив з доку.
Стапельний період будівлі тривав 22 місяці, а добудова на плаву — 21 місяць. Вартість будівництва склала 59 мільйонів марок або за курсом того часу 29,5 мільйонів рублів золотом. 10 травня 1917 року крейсер був готовий до випробувань, і на ньому здійняли прапор і вимпел. Ходові випробування були завершені 20 серпня. А до 25 жовтня 1917 року «Гінденбург» закінчив курс індивідуальної підготовки і перейшов з Кіля до Вільгельмсгафена, де був введений до складу Флоту відкритого моря.

## Командири
В різні роки кораблем командували:
- капітан цур зеє[прим. 4] Карпф (травень 1917 року — листопад 1917 року)
- корветтен-капітан[прим. 5] Ольдекоп (липень 1917 року — тимчасовий виконувач обов'язків)
- капітан цур зеє Еберіус (листопад 1917 року — січень 1918 року)
- капітан цур зеє Гільдебранд (лютий 1918 року — листопад 1918 року)
- корветтен-капітан Хейден (з листопада 1918 року, в період інтернування)

## Служба

### У складі Флоту відкритого моря
З 26 жовтня крейсер перебував у повній бойовій готовності. З 6 листопада у складі 1-ї розвідувальної групи він включився в бойову охорону і сторожову службу в Німецькій бухті (нім. German Bight). Крім нього до складу групи входили всі лінійні крейсери німецького флоту, що лишилися, — «Дерфлінгер», «Зейдліц», «Мольтке» і «Фон дер Танн». Перший бойовий вихід «Гінденбург» здійснив 17 листопада на допомогу крейсерам фон Рейтера, що вступив бій з британськими силами, що переважали, під час так званої Другої битви в Гельголандській бухті. Але лінійні крейсери «Гінденбург» і «Мольтке» підійшли до місця бою вже після його закінчення, коли британські кораблі вже пішли.
23 листопада 1917 року «Гінденбург», змінивши «Зейдліц», став флагманом віце-адмірала Гіппера. Але вже 24 листопада Гіппер переніс свій прапор на борт старого крейсера «Ніобе», що виступав як блокшив, який і був більшу частину часу флагманом. Гіпперу було доручено загальне командування охороною Німецької бухти, що було зручніше робити зі старого крейсера, що стояв на приколі. «Гінденбург» в цей час здійснював охорону і ніс сторожову службу.
Після успішного нападу німецьких крейсерів «Брумер» і «Бремзе» на один зі скандинавських конвоїв британці стали застосовувати для охорони великі сили, включаючи лінійні крейсери. Тому німецькому флоту, якщо він хотів продовжувати атаки конвоїв, необхідно було застосовувати великі бойові кораблі. З 23 по 25 квітня 1918 року «Гіндебург» під прапором Гіппера брав участь у поході Флоту відкритого моря в північну частину Північного моря з метою атаки одного з конвоїв. Операція була розрахована на те, щоб перехопити конвой, вихід якого планувався 24 квітня. Безпосередню атаку мали здійснювати лінійні крейсери 1-ї розвідувальної групи — «Гінденбург», «Зейдліц», «Мольтке», «Дерфлінгер», «Фон дер Танн», чотири легких крейсера 2-ї розвідувальної групи і міноносці 2-ї флотилії. Припускаючи можливість зустрічі з частиною Гранд Фліту, для підтримки операції в море вийшов і весь Флот відкритого моря. Але похід завершився невдачею. По-перше, через аварію турбіни «Мольтке» прийняв всередину 2000 т води, позбувся ходу, якийсь час йшов на буксирі за лінкором «Ольденбург», а при поверненні був атакований англійським підводним човном Е-42. По-друге, німецький штаб не вгадав дату виходу конвою, і той, вийшовши в море ще 22 квітня, благополучно досяг берега Британії, розминувшись з крейсерами Хіппера.
З 29 червня 1-ша розвідувальна група на чолі з «Гінденбургом» охороняла тральщики при виході великої групи підводних човнів на «шлях 500».
Після призначення Шеєра начальником морського генерального штабу була створена спеціальна служба охорони Північного моря, і командувач 1-ї розвідувальної групи був звільнений від цього завдання. Самого Гіппера було підвищено у званні до адмірала і призначено 11 серпня 1918 року командувачем Флоту відкритого моря. Командувачем 1-ї розвідувальної групи був призначений його молодший флагман контр-адмірал Ройтер.
Новий командувач з 12 серпня тримав свій прапор на «Гінденбурзі». У жовтні 1918 року флот готувався до виходу. Планувалося здійснити набіг на узбережжя Великої Британії, в якому лінійні крейсери 1-ї розвідувальної групи повинні були обстріляти гирло Темзи і виманити з баз Гранд Фліт далеко на південь на мінні поля. На шляху проходження британські кораблі мали бути атаковані великою кількістю підводних човнів. Потім повинні були підключитися лінкори Флоту відкритого моря. Але до 1918 року Гранд-Фліт був як мінімум удвічі сильніше німецького флоту, і німецькі моряки визнали цю атаку самогубною. Тому, коли 28 жовтня надійшов наказ виходити в море, на лінкорах «Гельголанд», «Тюрінген» та кількох лінійних крейсерах спалахнуло повстання. Похід флоту був скасований, і 2 листопада «Гінденбург» став на ремонт, а Рейтер переніс свій прапор на «Мольтке».

### Інтернування, затоплення біля Скапа-Флоу і підйом

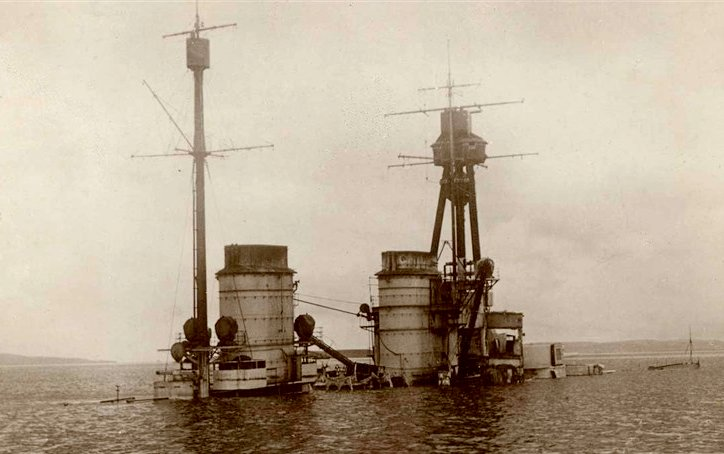
Надбудова затопленого біля Скапа Флоу «Гінденбурга», що стирчить над водою під час відпливу.

«Гінденбургу» так і не довелося взяти участь у бойових діях. За умовами перемир'я крейсер підлягав інтернуванню і в складі Флоту відкритого моря 19 листопада 1918 року перейшов до британської бази Ферт-оф-Форт, а потім 24 листопада 1918 року до Скапа-Флоу, де і був інтернований.
21 червня 1919 року «Гінденбург» разом з іншими німецькими кораблями був затоплений своїм екіпажем. Попри кулеметний вогонь британців, які намагалися запобігти затопленню, він о 17:00 останніми ліг на дно за півмилі на захід від острова Кава. Але, на відміну від більшості інших кораблів, він не перекинувся і ліг практично на рівний кіль на глибині близько 22 метрів. При цьому товщина води під час відпливу над ютом була близько 9 метрів, а над носовою частиною 3 метра, і надбудова виходила з води до рівня шлюпкової палуби.
Комісія британського адміралтейства, яка обстежила затоплені німецькі кораблі, прийшла до висновку, що їх підняти не вдасться. Міноносці лежали на дні, навалившись один на одного, а технології підйому настільки великих кораблів, як лінкори і лінійні крейсери, на той час взагалі не існувало. Лежачий на дні флот викупив продавець металобрухту Ернест Френк Кокс.
Він не мав досвіду підйому суден з дна моря, тому склав простий, з його точки зору, план: за допомогою наявного в його розпорядженні німецького плавучого дока він підійме з дна міноносці, потім зріже башти з «Гіндебурга» і, продавши отриманий металобрухт, заробить гроші на підйом його корпусу. Спочатку справи у нього йшли досить успішно. Розрізавши навпіл плавучий док, він використав дві половинки для підйому міноносців. Половинки доку ставилися з обох бортів міноносця і він підіймався за допомогою лебідок. Подолавши деякі труднощі і набувши досвіду, його команда зважилася розпочати підіймання крейсера.
Водолази поставили понад 800 латок, закривши усі отвори. Була закрита навіть димова труба гігантською заглушкою площею 78 м², виготовленою з двох шарів дощок товщиною по 76 мм, скріплених дюжиною таврових балок. Герметизація заглушок забезпечувалася прокладеною клоччям і просоченою жиром парусиною. Водолази працювали з травня по серпень 1926 року, після чого була здійснена перша спроба підйому з дна. Купивши ще один док і розрізавши його як і попередній, Кокс вирішив використовувати чотири половинки німецьких плавучих доків для можливості усунення крену по бортах після відкачування води. Відкачку води почали 26 серпня 1926 року, і через п'ять днів палуба з'явилася на поверхні. Але крен досяг 40° і продовжував зростати. Побоюючись перекидання, відкачку води припинили, і «Гінденбург» знову ліг на дно.
2 вересня була здійснена друга спроба, але вона також завершилася невдачею. Корабель перевалювався з борту на борт, і через погану погоду і збої в подачі електроенергії на насоси, що відкачували воду, операція знову була скасована. Роботи над «Гінденбургом» довелося тимчасово відкласти. І наступну спробу підіймання розпочали вже після того, як підняли на поверхню лінійні крейсери «Мольтке», «Зейдліц» і лінкор «Кайзер».
У січні 1930 року роботи було відновлено. До 15 липня 1930 року були замінені 300 латок та розпочато відкачування води. Носова частина з'явилася на поверхні, але через виникнення крену на правий борт корабель знову був затоплений. Але підняти «Гіндебург» з дна стало для Кокса вже справою престижу. Тому, коли 24 липня 1930 року крейсер був піднятий на поверхню, на його борт ступив Кокс у супроводі дружини і дочки. Це був єдиний раз, коли Кокс запросив рідню на піднятий з дна корабель.
«Гінденбург» відбуксували в бухту Ніл. Тут його конструкція була вивчена фахівцями британського кораблебудівного відділу. Після обстеження «Гінденбург» 23 серпня 1930 року відбуксували в Розайт і протягом 1931—1932 років порізали на метал. Судновий дзвін «Гінденбурга» 17 серпня 1936 року був урочисто переданий Німеччині і доставлений на батьківщину на борту легкого крейсера «Нептун». Він був встановлений на борту кишенькового лінкора «Дойчланд». 28 травня 1956 року цей же дзвін був переданий військово-морським силам ФРН.

## Використана література і джерела
1. 1 2  Мужеников, 1998, с. 123.
2. 1 2  Gröner, 1982, с. 85.
3. 1 2  Мужеников, 1998, с. 126.
4. 1 2 3  Мужеников, 1998, с. 125.
5. 1 2  Мужеников, 1998, с. 124.
6. 1 2 3 4 5  Campbell, 1978, с. 57.
7. ↑  Staff, 2006, с. 37.
8. 1 2  Мужеников, 1998, с. 125-126.
9. ↑  Campbell, 1978, с. 56.
10. ↑  Мужеников, 1998, с. 124-125.
11. 1 2 3 4 5 6  Staff, 2006, с. 42.
12. ↑  Вильсон, 2002, с. 207.
13. ↑  Шеер, 2002, с. 469-475.
14. 1 2 3  Мужеников, 1998, с. 127.
15. ↑  Вильсон, 2002, с. 208-209.
16. ↑  Мужеников, 1998, с. 127-128.
17. 1 2  Мужеников, 1998, с. 128.
18. ↑  Горз, 1978, с. 126-132.
19. ↑  Горз, 1978, с. 133-134.
20. ↑  Горз, 1978, с. 134-135.
21. ↑  Горз, 1978, с. 136-148.
22. ↑  Горз, 1978, с. 149-150.
23. ↑  Мужеников, 1998, с. 129.